# Úm ba la hô biến ra “cô bạn” biết yêu
Koisuru (Otome) no Tsukurikata (恋する(おとめ)の作り方) là sê-ri manga hài lãng mạn được sáng tác bởi Banjo Azusa, được xuất bản trên Comic Pool của Ichijinsha và được tập hợp lại thành các tập tankōbon. Ban đầu nó được ra mắt trên tài khoản Twitter chính thức của tác giả dưới tên Osananajimi (♂) o Onnanoko ni Shiteshimatta Hanashi (幼馴染（♂）を女の子にしてしまった話) , sau đó đã được đăng nhiều kỳ do phản ứng tích cực của độc giả.

## Cốt truyện
Midou Kenshirou, một học sinh trung học có niềm yêu thích với mỹ phẩm, muốn được tập trang điểm cho một người khác ngoài các chị của mình. Sau khi có người bạn thuở nhỏ Hiura Mihate cho phép, Kenshirou cảm thấy bản thân bị thu hút bởi vẻ ngoài mới và nữ tính của Mihate. Mihate bắt đầu thích thể hiện bản thân một cách nữ tính, quan tâm đến trang điểm và thời trang phụ nữ, ngoài ra cậu cũng bắt đầu thấy sự thu hút của Kenshiro.

## Nhân vật
Midou Kenshirou (御堂 賢士郎)
Lồng tiếng bởi: Ono Yūki
Một học sinh trung học có niềm yêu thích với mỹ phẩm do sự ảnh hưởng của ba người chị. Ngoài ra cậu còn thích những tạp chí thời trang.
Hiura Mihate (日浦 美果)
Lồng tiếng bởi: Kuwahara Yūki
Bạn thời thơ ấu của Midou Kenshirou, là một người thích chơi game và mì ramen. Về tên của cậu, tác giả dựa vào cái tên "Pyrrha" (ピュラー Pyurā), tên mà Achilles sử dụng để cải trang thời còn trẻ.
Yoimachi Hatori (宵待 はとり)
Bạn cùng lớp của Midou, thuộc câu lạc bộ Nhiếp ảnh.
Akechi Ginojou (明智 銀之丞)
Học sinh năm nhất, thuộc Hội học sinh và câu lạc bộ Nhiếp ảnh.
Futagoyama Airi (二子山 愛梨)
Bạn cùng lớp với Kenshirou và Mihate, là người đã mời Mihate vào nhóm những người bạn của cô.

## Quá trình sáng tác
Banjo thích những nhân vật bất chấp giới tính, chẳng hạn như otokonoko, cross-dressing. Vì sở thích này, tác giả quyết định sáng tác một câu chuyện lãng mạn về một nhân vật nam nhút nhát và hơi vụng về. Cô ấy cũng giới thiệu các yếu tố trang điểm cho câu chuyện để biến một nhân vật không phải otokonoko trở thành chất xúc tác cho sự chuyển đổi.
Khi thiết kế Hiura Mihate, tác giả bắt đầu hình dung nhân vật này trông như thế nào khi mặc quần áo phụ nữ, sau đó tạo ra một thiết kế trang điểm trước dựa trên điều đó. Tác giả muốn hai thiết kế tương phản, nhưng vẫn muốn Mihate trông dễ thương trước khi trang điểm để đảm bảo mọi người sẽ tiếp tục đọc qua vài trang đầu tiên. Trong khi coi sự dễ thương của Hiura là một khía cạnh quan trọng của bộ truyện, cô ấy cũng muốn thể hiện một cách tích cực về tình bạn nam giới và nỗ lực để Hiura và Kenshiro tình cờ gặp nhau như những người bạn thời thơ ấu. Khi nghiên cứu bộ truyện, Banjo sử dụng Instagram và các tạp chí thời trang dành cho giới trẻ, vì đó là những gì Midou Kenshiro sẽ đọc.

## Xuất bản và ra mắt
Bộ truyện được viết và minh họa bởi Banjo Azusa, được ra mắt dưới dạng web comic từ tài khoản Twitter của tác giả với tựa đề Osananajimi (♂) o Onnanoko ni Shiteshimatta Hanashi (幼馴染（♂）を女の子にしてしまった話) từ ngày 26 tháng 12 năm 2019. Ban đầu, tác giả đã cân nhắc việc tự xuất bản một tuyển tập in của bộ truyện nhưng đã quyết định đăng nhiều kỳ trên Comic Pool, bắt đầu từ ngày 21 tháng 2 năm 2020, do phản hồi tích cực từ độc giả. Bộ truyện cũng được tập hợp thành các tập tankōbon, được xuất bản bởi Ichijinsha từ ngày 11 tháng 9 năm 2020. Tập đầu tiên được quảng bá với một đoạn giới thiệu trong đó Kenshiro và Mihate lần lượt được lồng tiếng bởi Ono Yūki và Kuwahara Yūki. Bản tiếng Anh đã được xuất bản bởi Seven Seas Entertainment từ tháng 6 năm 2022.

### Danh sách tập
| # | Ngày phát hành | ISBN              |
| - | -------------- | ----------------- |
| 1 | 11/9/2020      | 978-4-7580-2153-1 |
| 2 | 16/4/2021      | 978-4-7580-2231-6 |
| 3 | 25/10/2021     | 978-4-7580-2303-0 |
| 4 | 22/4/2022      | 978-4-7580-2384-9 |
| 5 | 25/10/2022     | 978-4-7580-2458-7 |
| 6 | 25/4/2023      | 978-4-7580-2514-0 |

## Đón nhận
Bộ truyện đã được độc giả và các nhà phê bình, người thích Hiura Mihate đón nhận nồng nhiệt. Biglobe News bình luận rằng Hiura quá dễ thương đến nỗi quên mất nhân vật này là con trai. Excite News thích cách mà Mihate bẽn lẽn thể hiện sự thích thú với mỹ phẩm và sức hút của cậu với Kenshirou . Nó đã được đề cử cho giải Tsugi ni kuru Manga Taishō cho web manga mới hay nhất vào năm 2020, 2021 và 2022. Nó cũng trở thành một trong những manga lãng mạn mới nổi nhất nửa đầu năm 2020 được đăng nhiều kỳ trên Pixiv, trong một cuộc khảo sát mà phần lớn độc giả là phụ nữ và ở độ tuổi 18–34. Trong cuộc bình chọn "Web Manga General Election" thường niên năm 2020 của Nippon Shuppan Hanbai, 813.000 người đã bình chọn cho web manga yêu thích của họ, bộ truyện được bình chọn là truyện tranh nổi tiếng thứ 7, và nó nằm trong số năm bộ truyện hàng đầu trong giải thưởng Denshi Comic năm 2022, ở hạng mục dành cho web manga nhắm đến độc giả nam Biên tập viên truyện tranh Suzuki Kaito đã đặt bộ truyện vào những bộ truyện tranh được đề xuất của anh ấy vào năm 2021, đánh giá cao nó vì nó miêu tả tình yêu không phân biệt giới tính.